# 朝鲜新年

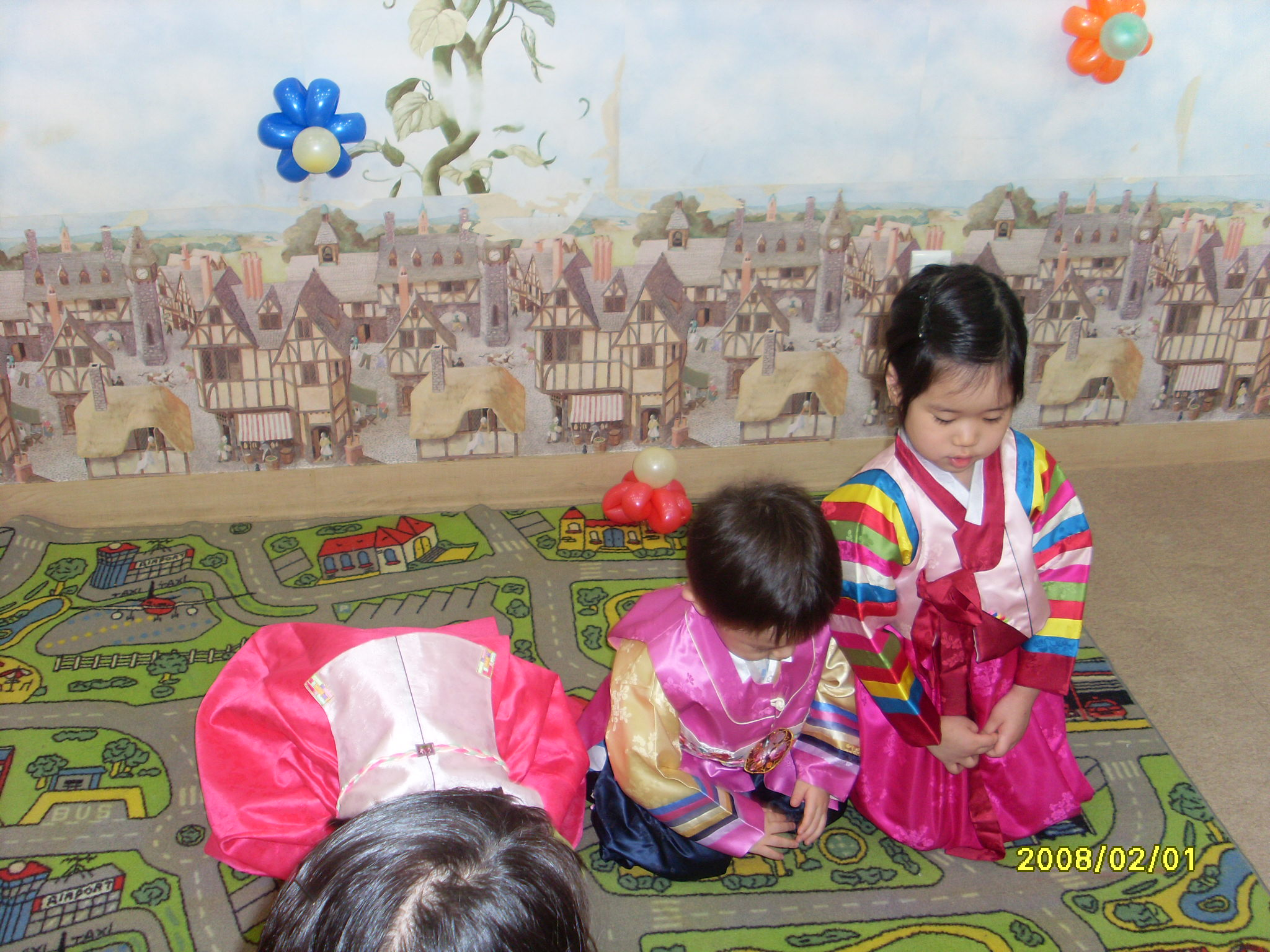
小孩穿韓服向長輩拜年 - 歲拜 (세배)

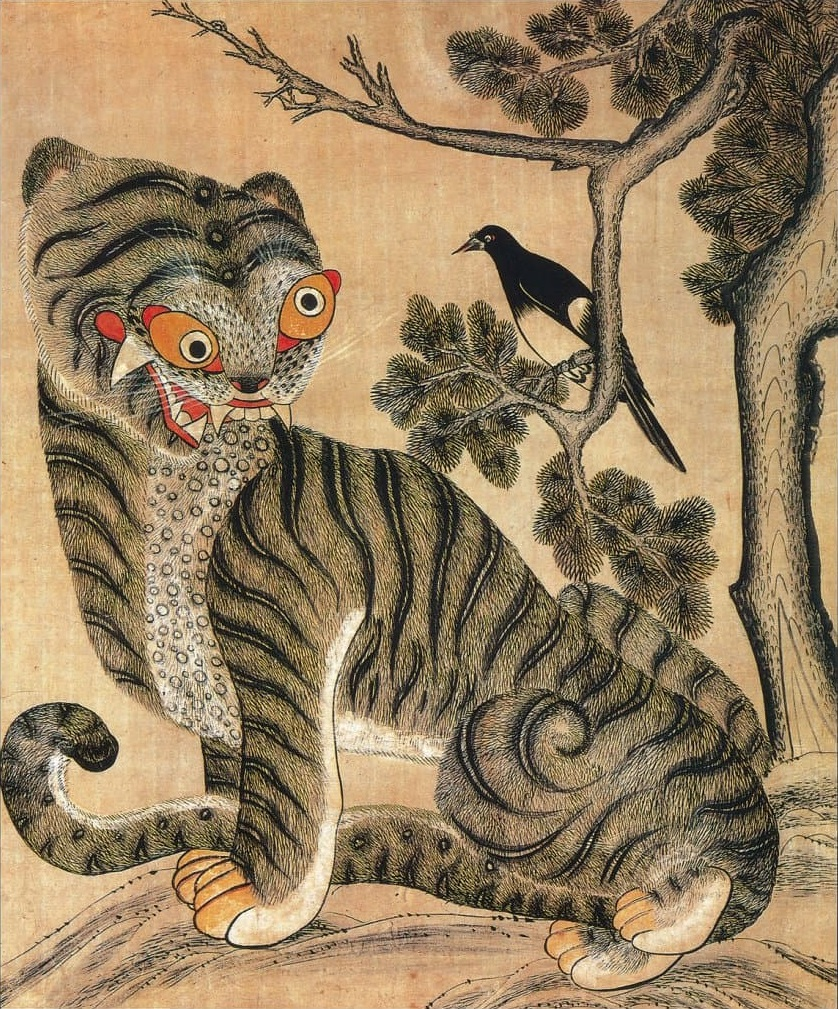
虎鵲圖 (작호도) 是常見的歲畫題材

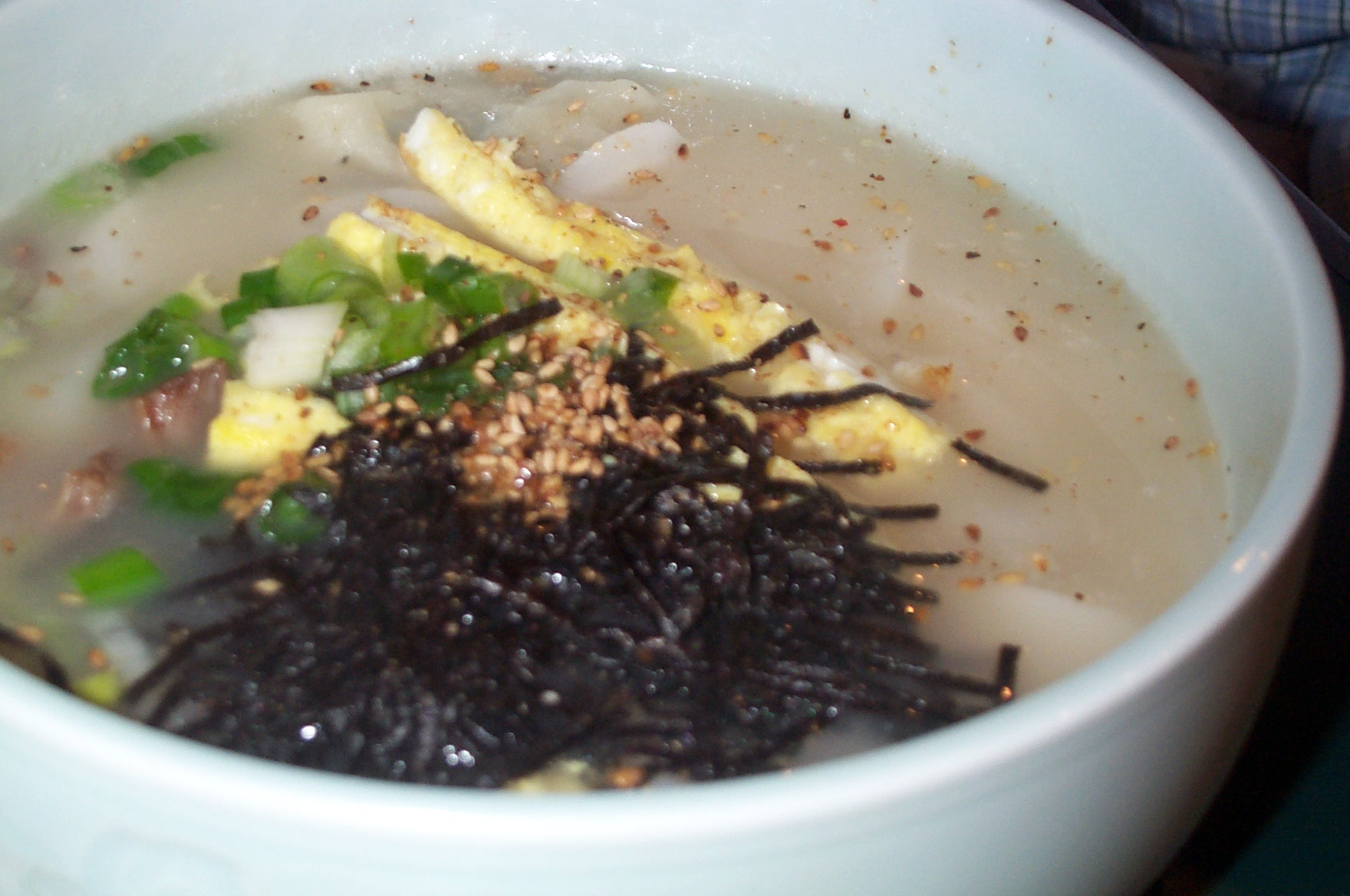
朝鮮新年傳統食品朝鮮打糕湯

朝鲜新年, 也叫歲首（／）、元旦（／）、元日（／）或者新元（／），是中国曆一年中的第一天，亦即農曆新春。傳統上朝鮮新年的日期是从初一（除夕）开始到十五的正月大滿月（元宵節），現代的慶祝活動則主要集中在除夕至大年初二，持续三天左右。韓語的「설날」通常是指农历的1月1日，即旧正（：／），但在某些情况下也会指公历的1月1日，即新正（：／）。

## 起源与历史
農曆新年起源於中國中原地區，後傳至整個漢語文化圈，包括日本，朝鮮，越南，新加坡，馬來西亞等。朝鲜新年的记载最早可以追溯到中国古代的史书《隋书》和《唐书》中有关新罗新年的内容，當時有記載新羅人在正月初一會互相慶賀和拜祭月神和太陽神。

## 民俗

### 团圆与祭祀

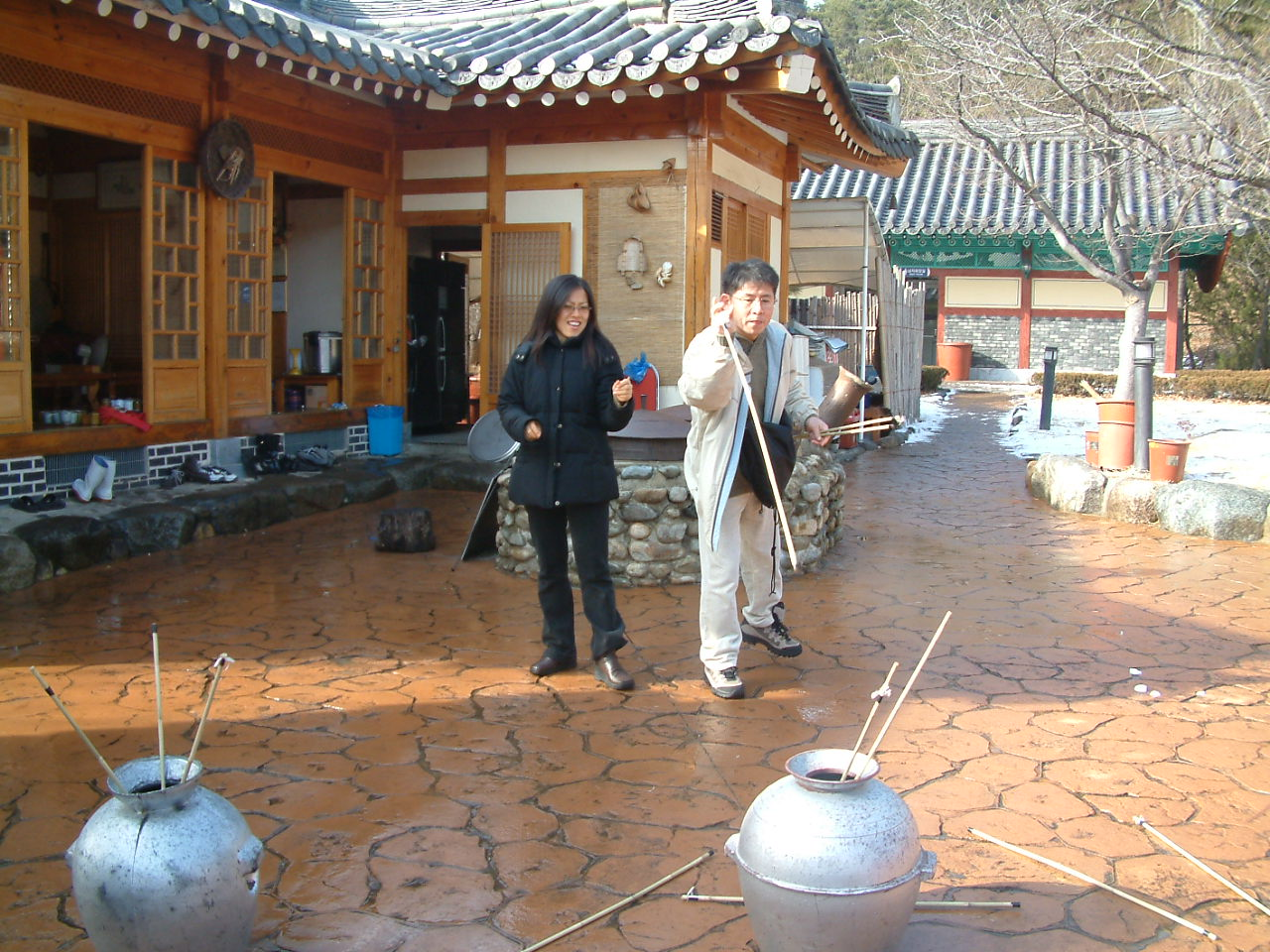
投壺遊戲

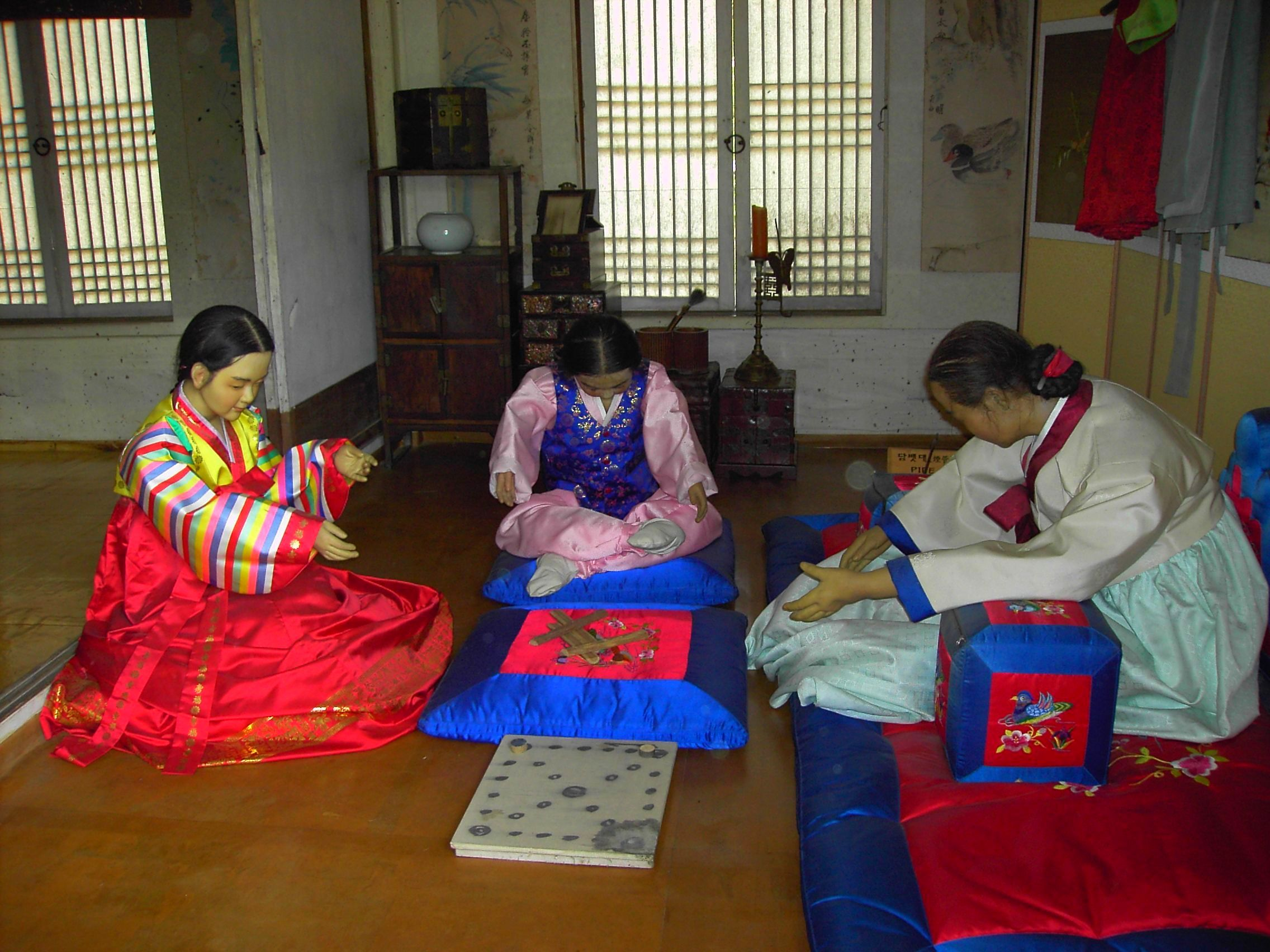
玩柶戲

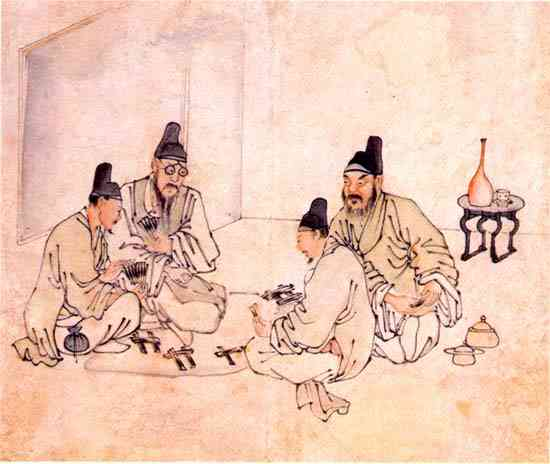
鬥牋 (투전)

朝鮮人讲究除夕之前必须回家探亲，店舖大都由除夕開始休息，稱為“三十不开门”。人們除夕當天會吃年夜飯，年夜饭必須是自家动手，并在家里就餐。又會祭奠祖先，传承孝道的大事。除夕吃团圆饭不仅难得，而且象征家族兴旺。
到年初一，這天稱為「歲首」，這天象徵新的開始，為免帶來厄運，人們都會謹言慎行，故又稱慎日（신일∕愼日），傳統上会穿上传统服装韩服。人們一大早就會到祠堂或對著家中神龕拜祭祖先，這儀式稱為「正朝茶禮」。祭祖有严格的規範，仅供桌的摆法就有“鱼东肉西”、“头东尾西”、“红东白西”、“枣栗梨柿”、“生东熟西”、“左饭右羹”等规则，祭祀的程序也很严格。祭祀时由長子為祭主，代表全家拜祭。在祠堂則由宗族中的長房長子帶領全宗族成員祭拜。在神主牌前供上各种食物后，子孙们倒上酒然后行礼。向祖先表达子孙们的感激之情，并祈求祖先保佑一年期间的平安和健康。祭祀结束后，才能吃第一餐——米糕片汤。朝鮮人把年菜统称为“岁饌”，米糕片汤是其中最具代表性的一道。但近年来，一些小的家庭会随意一些，穿着其他形式的服装或采取更简易的形式。

### 拜年与礼物
1月1日，晚辈就要给长辈拜年。拜年的顺序依輩份定先後，先向輩份最高者拜年，然後再按輩份及同輩之間的長幼順序拜年。新春期间，平辈人见面的寒暄是“新年多福”（새해 복 많이 받으세요∕새해 福 많이 받으세요）。新年期間要多說吉祥話，稱為「德談」（덕담∕德談）。
朝鮮人過年也有互赠礼物的习俗，以牛排、黄花鱼、韓菓等食品为主。礼物会放进盒子里，用四方形的粉色褓包扎。

### 食品
朝鮮人新年也有专门讲究吃的食品，统称为“歲饌”。流传至今最具代表性的歲饌是“米糕片汤”。古代的韓國人崇尚太阳，白色的小圆状打糕就代表着太阳，正月初一早晨吃米糕片汤代表着迎接太阳的光明。另外依照原始的宗教信仰，也代表着辞旧迎新、万物更生复活之际的严肃和清洁。中部和北部地区还喜欢在米糕片汤里加入山鸡肉、绿豆芽、蘑菇和泡菜为馅的饺子。但古时是只用不掺其它东西的白条糕做汤，表示心怀辞旧迎新的神圣感。现在也在操办祭祀时摆上白米圆饼和切片饼等。。
新春时也有像药菓、油菓等韓菓。傳統上是自家製作，現在則多在百货公司的美食街、传统茶店、仁寺洞等地方購买。其它的菜肴还有牛肉、海鲜、韩式火锅，还有受中國過年習俗影響的五辛盤（春餅），加上各种蔬菜。
朝鮮的年夜饭讲究很多，最大的特点是饭菜一律为传统饮食，而且全部出自媳妇之手。全家要吃“五谷饭”，即云豆、大豆、小豆、黑豆和大米混合做成的米饭。另外还要做“打糕”，包韩式馒头。主菜除銅板烤肉外，还要摆上十几种山野菜或泡菜。大年初一早上，全家举行郑重而庄严的“祭礼和岁拜”。仪式完毕后，才能吃第一餐——米糕片汤。
新年還有喝歲酒的習俗，一般為屠蘇酒或椒柏酒，人們相信喝了可以驅邪防病。

### 年飾
朝鮮人在過年前會掛上一些年飾，最常見的有歲畫和福笊。歲畫即年畫，以吉祥事物為題材，人們相信歲畫可以辟邪。掛福笊篱則寓意留住福氣，類似日本新年掛的熊手。在農村地區還會在庭院或重要事物如泡菜甕圍上禁繩來辟邪。

### 驅夜光鬼
相傳年初一會有夜光鬼到來人間，偷穿人的鞋子，合腳就會帶走，被帶走鞋子的人全年都會走霉運。為了防止鞋子被偷，這天小孩在家裡也要穿著鞋子，睡覺時則把鞋子放在閣樓（ 傳統上朝鮮人會把鞋子放在門外 ），鎖上大門，並且在庭園圍起禁繩，擺放很多洞的竹簍和福笊篱，使夜光鬼顧著數洞而忘記偷鞋，到天亮就要離開返回天上。

### 游艺
韓國新春一家人凑在一起玩得最多的桌上遊戲有柶戲、升官圖、花鬥、鬥牋、擲錢等。戶外活動則有板舞戲、踢毽子、投壶、放送災風筝等活动。
柶戲除了遊戲用途，柶戲牌還可以用來占卜，擲牌所得的數字表示來年的運氣。擲錢則是一種博彩性質的遊戲。
其中板舞戲傳統上是女性的活動，放送災風箏則有送走災厄的意義，所用的風箏會寫上「送厄」或「送厄迎福」等字樣，放上天後要把風箏線割斷，寓意災厄隨風而去。

## 各地情況

### 大韓民國
韩国在1999年正式恢复新年，南韓民衆在新年前會前往傳統市場採購年貨。每年春節期間，就会出现一幅数千万大军流动的回乡场面，在车站会有大批人员抢票，被称为春运，出入首爾的車輛亦會絡繹不絕，並造成一定程度的春運擁堵。

### 朝鮮民主主義人民共和國
在朝鲜民主主义人民共和国，金日成消灭甲山派之后，在1967年7月下达“根除封建残余”的指示，从此農曆新年、端午节、秋夕（中秋）等傳統民俗节日纷纷从朝鲜消失。改以金日成主席、金正日总书记的生日代替農曆新年等傳統民俗节日，并成为朝鲜最大的“节日”。1989年才重新开始规定新年、端午、秋夕为“三大民俗节日”，并下达恢复过节的指示。但庆祝规格低于最高领导人的生日。
新年期間，朝鲜人可放假三日。朝鲜的新年習俗與韓國大致相同，不過朝鲜人會在這節日拜訪老師，以表尊敬。

## 日期
朝鮮新年一般在冬至后第二次新月时到来，除非前一年有闰十一月或闰腊月。在这种情况下，新年改在第三个新月。
朝鮮新年一般與春節时间相同，但如果新月在協調世界時（UTC）15时（韓國標準時間0时）和16时（中國時間0时）之间出现时，韓國的朝鮮新年会比農曆新年晚一天。
另外，朝鮮在2015年8月15日至2018年5月4日實施平壤時間期间，如果新月在協調世界時15时（韓國標準時間0时）和15时30分（平壤時間0时）之间出现时，朝鮮的朝鮮新年和中國春节在同一天，而比韓國的晚一天；如果新月在協調世界時15时30分（平壤時間0时）和16时（北京時間0时）之间出现时，朝鮮的朝鮮新年和韓國在同一天，而比中國春节晚一天。

### 更改過年日期至格里曆
日本殖民时期，过農曆新年被严格禁止，民眾要跟隨日本於明治維新後的習慣，改為過西曆新年。当时如果某个孩子的饭盒里被发现祭祀用食品，这个孩子就会受到处罚。
朝鮮光復後朝鮮半島均恢复過農曆新年。

## 假期
韓國和朝鲜的假期都是正月首三天。

## 外部連結
朝鮮中央通訊社報導朝鮮民主主義人民共和國民衆慶祝新年的狀況 （页面存档备份，存于）